# Día de la Ascensión
El Día de la Ascensión (en latín: Ascensio Domini nostri Jesu Christi) es una solemnidad cristiana que se celebra cuarenta días después del domingo de resurrección (durante el Tiempo pascual) y que conmemora la ascensión de Jesucristo al cielo en presencia de sus discípulos tras anunciarles que les enviaría el Espíritu Santo. La doctrina cristiana sostiene comúnmente que Cristo ascendió en forma física al Cielo tras su Resurrección en presencia de sus Apóstoles. Se entiende por "ascender al cielo" una unión física con Dios Padre y no una transformación espiritual del individuo como es habitual en las experiencias místicas de otras religiones. Este aspecto del misterio pascual se relaciona con la importancia dada por la teología cristiana a la corporeidad, que la Palabra de Dios asumió en la Encarnación, que es glorificada en la Ascensión de Cristo a la derecha de Dios Padre y que los muertos recobrarán, de alguna manera, en la Resurrección del fin de los tiempos. Se narra este episodio en Marcos 16, 19; Lucas 24, 50-51 y Hechos de los Apóstoles 1, 9-11. La liturgia cristiana afirma la Ascensión en el Credo de Nicea-Constantinopla y en el Credo de los Apóstoles.
El día de la Ascensión es día festivo en varios países (Europa: Alemania, Austria, Bélgica, Dinamarca, Finlandia, Francia, Islandia, Luxemburgo, Noruega, Países Bajos, Suecia, Suiza; África: Bénin, Burundi, Burkina Faso, Costa de Marfil, Madagascar, Namibia, Senegal; América: Colombia, Haití; Asia: Corea del Sur, Filipinas, Indonesia y Oceanía: Vanuatu).[cita requerida].

## Relatos bíblicos
En el Evangelio de Marcos el relato de la Ascensión es breve. Jesús y los restantes Apóstoles están sentados a la mesa, seguramente en el Cenáculo. Jesús reprocha a sus discípulos la falta de fe y la dureza de corazón, porque no habían creído a quienes le habían visto resucitado. Les dice: «Id por el mundo entero y anunciad a todos el Evangelio. Quienes crean y se bauticen se salvarán, pero quienes no crean se condenarán. Las señales que acompañarán a los que habrán creído serán estas: en mi nombre expulsarán demonios, hablarán lenguas nuevas, cogerán serpientes con las manos y si beben veneno no les hará daño; impondrán las manos a los enfermos, y se curarán». Después, Jesús se elevó al cielo y se sentó a la derecha de Dios. Ellos se fueron a predicar y el Señor cooperaba, y les confirmaba los sermones con señales (Mc 16, 14-20). 
Marcos solamente indica que la Ascensión tuvo lugar y la relaciona con la glorificación del Resucitado, como una llamada a la fe y la conversión, y como inicio de la predicación del Evangelio. Lucas, en su Evangelio, es aún más breve (Lc 24, 50-53). Únicamente en los Hechos de los Apóstoles se especifica que los discípulos volvieron a Jerusalén desde el Monte de los Olivos.

## Historia
La solemnidad llamada Ascensión del Señor es una festividad muy antigua. Aunque no existe evidencia documental de su existencia previa al siglo V, san Agustín de Hipona señaló su origen apostólico, y se refirió a ella como una celebración de carácter universal en la Iglesia desde antes de su tiempo.
Asimismo, aparecen menciones frecuentes en los escritos de san Juan Crisóstomo, san Gregorio de Nisa, y en las Constituciones apostólicas del siglo IV. La peregrinación de Egeria hace referencia a la vigilia de esa festividad y a la fiesta en sí, tal como se conserva en la iglesia construida sobre la gruta de Belén. Es posible que antes del siglo V el hecho narrado en los evangelios se conmemorara en conjunto con la solemnidad de la Pascua o de Pentecostés. También se cree que el tan discutido decreto 43 del Concilio de Elvira (c. 300) que condenaba la práctica de la observación de una fiesta en el cuadragésimo día después de Pascua y que dejaba de lado la celebración de Pentecostés en el quincuagésimo día, implicaría que se conmemoraba la Ascensión junto con Pentecostés. Se encuentran representaciones del misterio en dípticos y frescos de datación tan temprana como del siglo V.

## Día de la Ascensión
| Día de la Ascensión, 2014-2025 | Día de la Ascensión, 2014-2025 | Día de la Ascensión, 2014-2025 |
| Año                            | Catolicismo y Protestantismo   | Ortodoxismo                    |
| ------------------------------ | ------------------------------ | ------------------------------ |
| 2014                           | 29 de mayo                     | 29 de mayo                     |
| 2015                           | 14 de mayo                     | 21 de mayo                     |
| 2016                           | 5 de mayo                      | 9 de junio                     |
| 2017                           | 25 de mayo                     | 25 de mayo                     |
| 2018                           | 10 de mayo                     | 17 de mayo                     |
| 2019                           | 30 de mayo                     | 6 de junio                     |
| 2020                           | 21 de mayo                     | 28 de mayo                     |
| 2021                           | 13 de mayo                     | 20 de mayo                     |
| 2022                           | 26 de mayo                     | 2 de junio                     |
| 2023                           | 18 de mayo                     | 25 de mayo                     |
| 2024                           | 9 de mayo                      | 13 de junio                    |
| 2025                           | 29 de mayo                     | 29 de mayo                     |

## Iconografía
La representación de la Ascensión es un tema muy tratado en el arte cristiano. Es muy habitual que en la composición de la escena se represente la dualidad de planos (espiritual arriba y terrenal abajo). Una curiosa variante es la inclusión únicamente de los "pies desaparecientes" de Cristo hacia el límite superior del espacio representado.
Los iconos de Europa oriental siguen la tradición del arte bizantino.

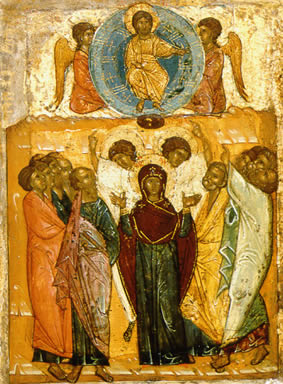
Escuela de Novgorod, siglo XIV.
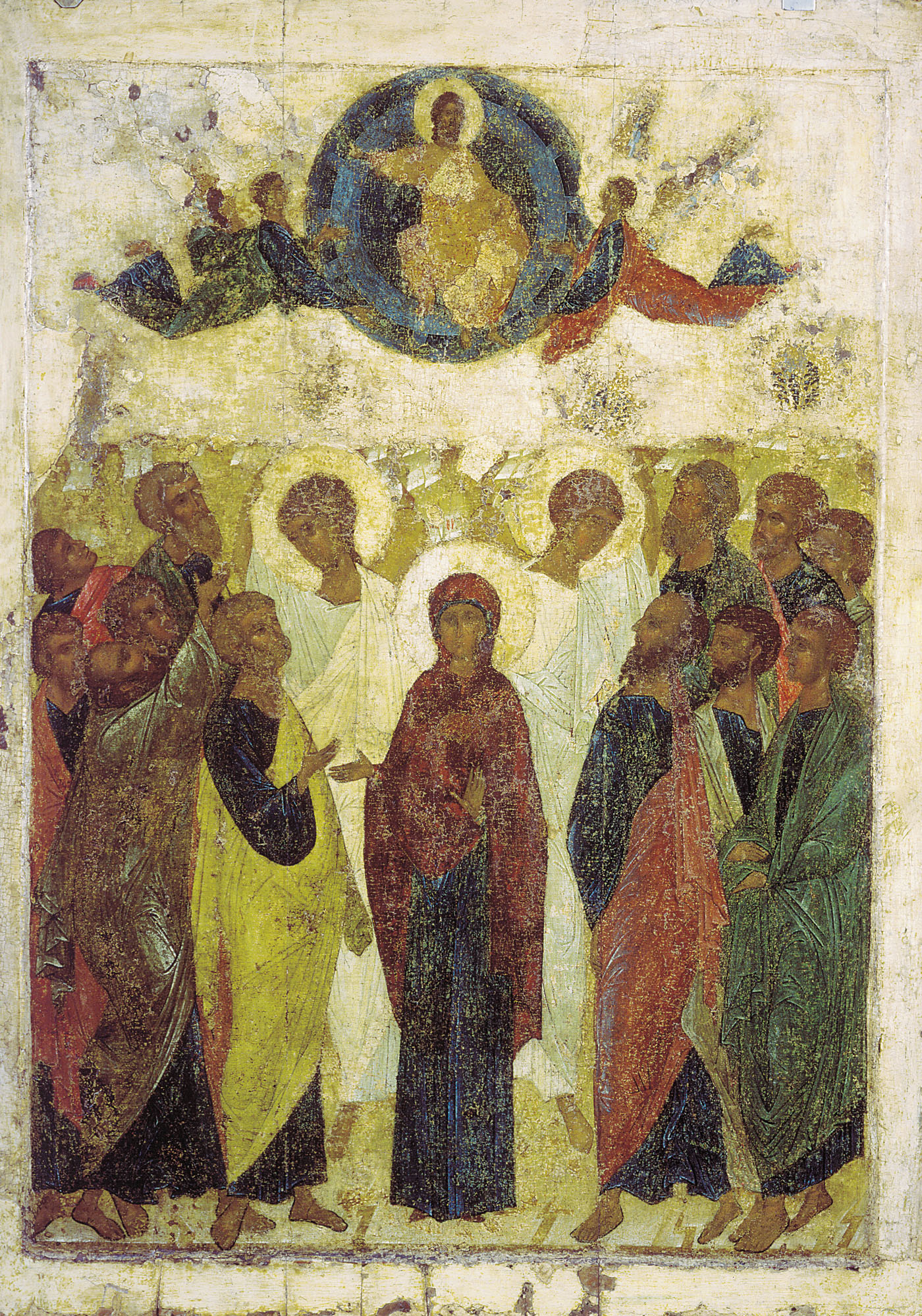
Andrei Rublev, 1408.
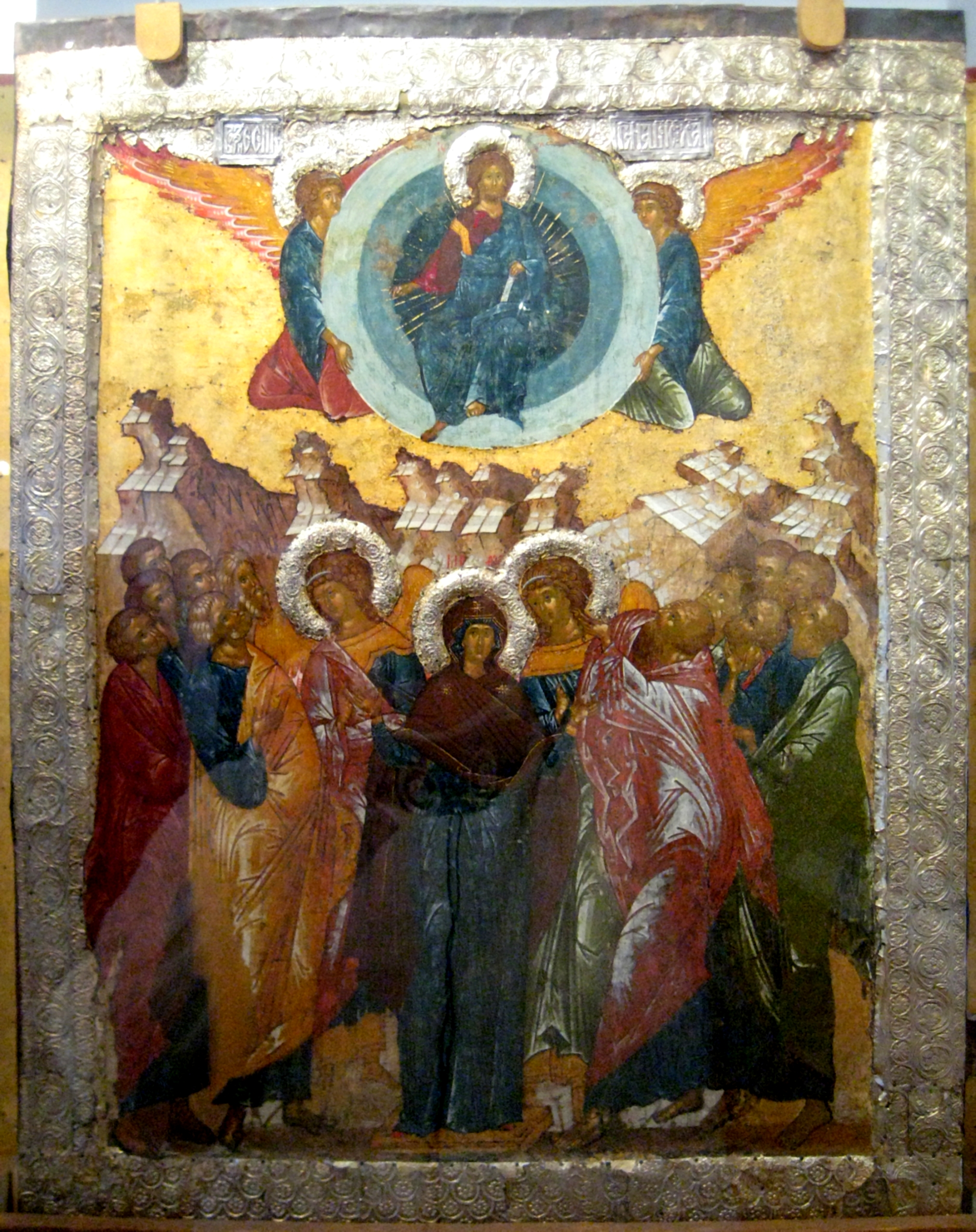
Monasterio de San Cirilo-Belozersky, 1497
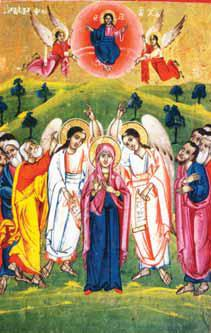
Bitola, Macedonia, siglo XIX.

Edad Media en Europa occidental.
Manuscritos ilumniados (miniaturas) y relieves.

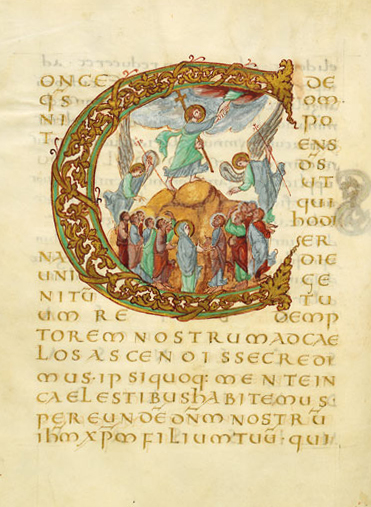
Sacramental Drogo,[4] c. 850.
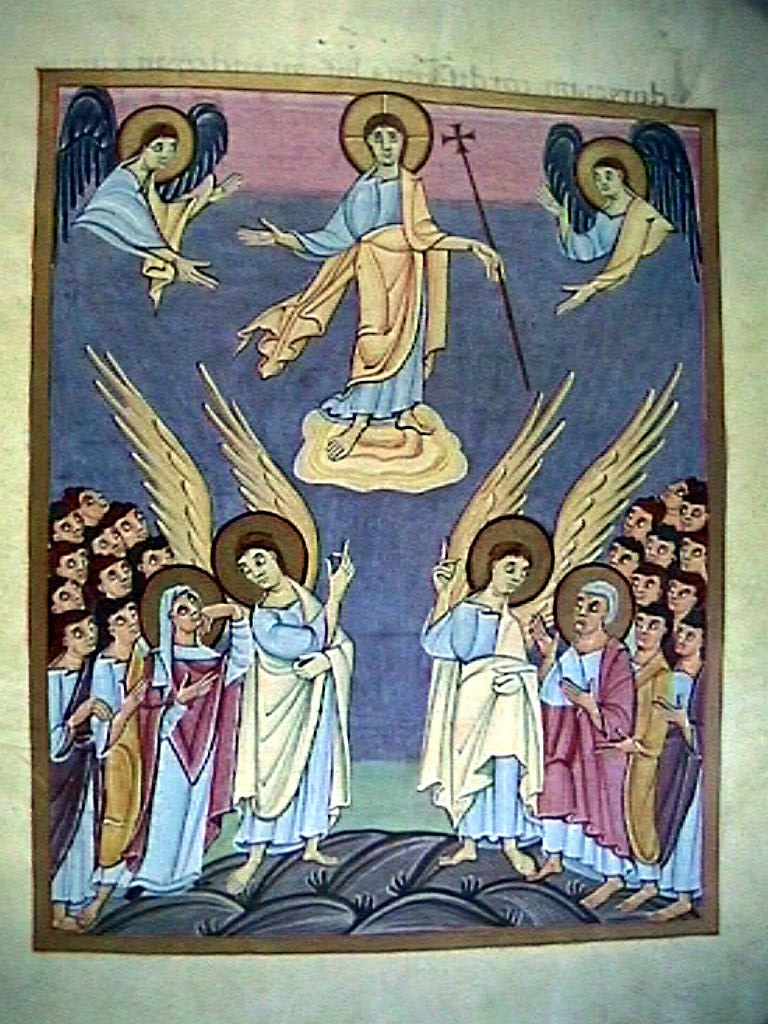
Apocalipsis Bamberg, siglo XI.
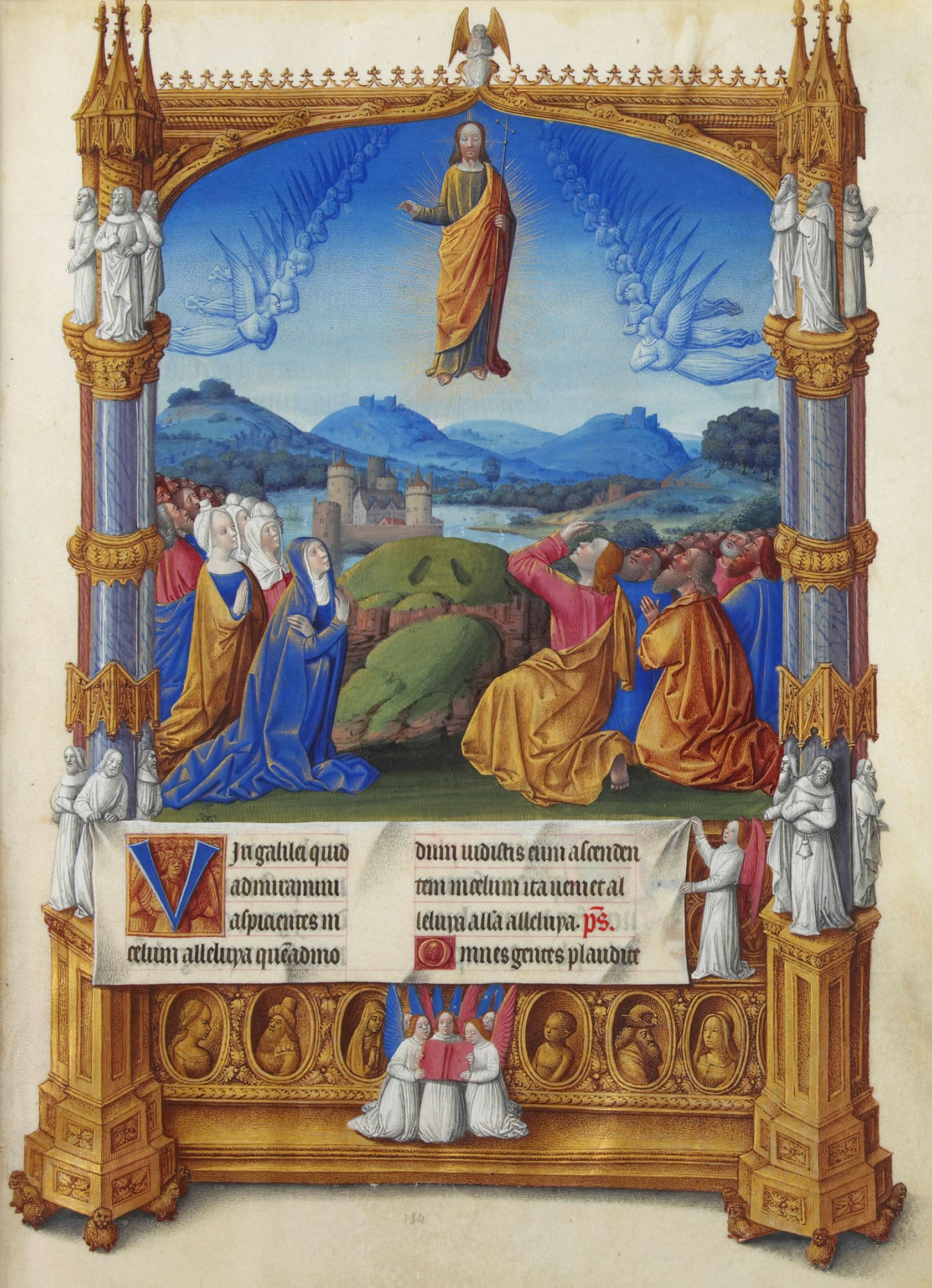
Très Riches Heures du Duc de Berry, c. 1410.
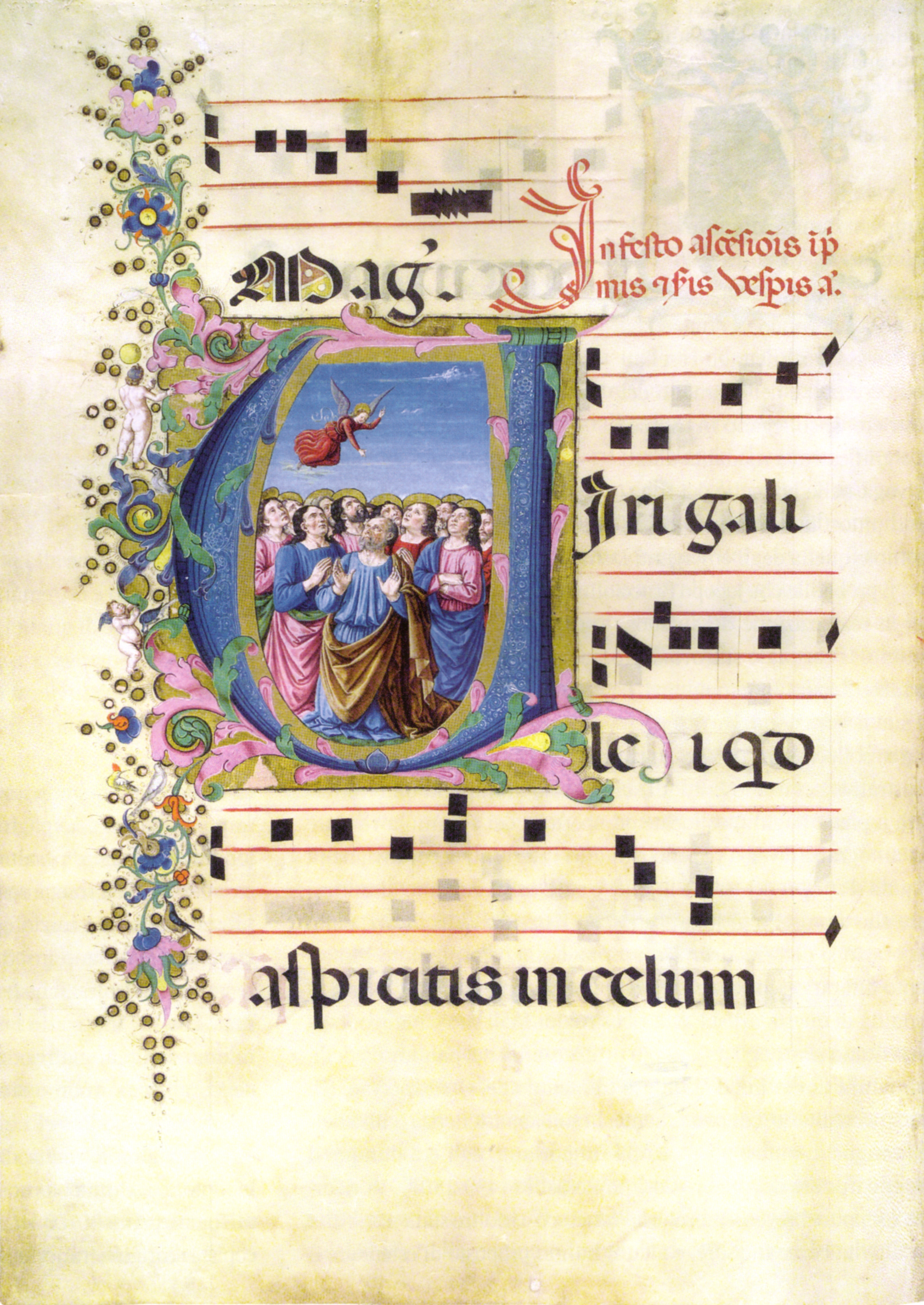
Taller de Ghirlandaio, siglo XV.
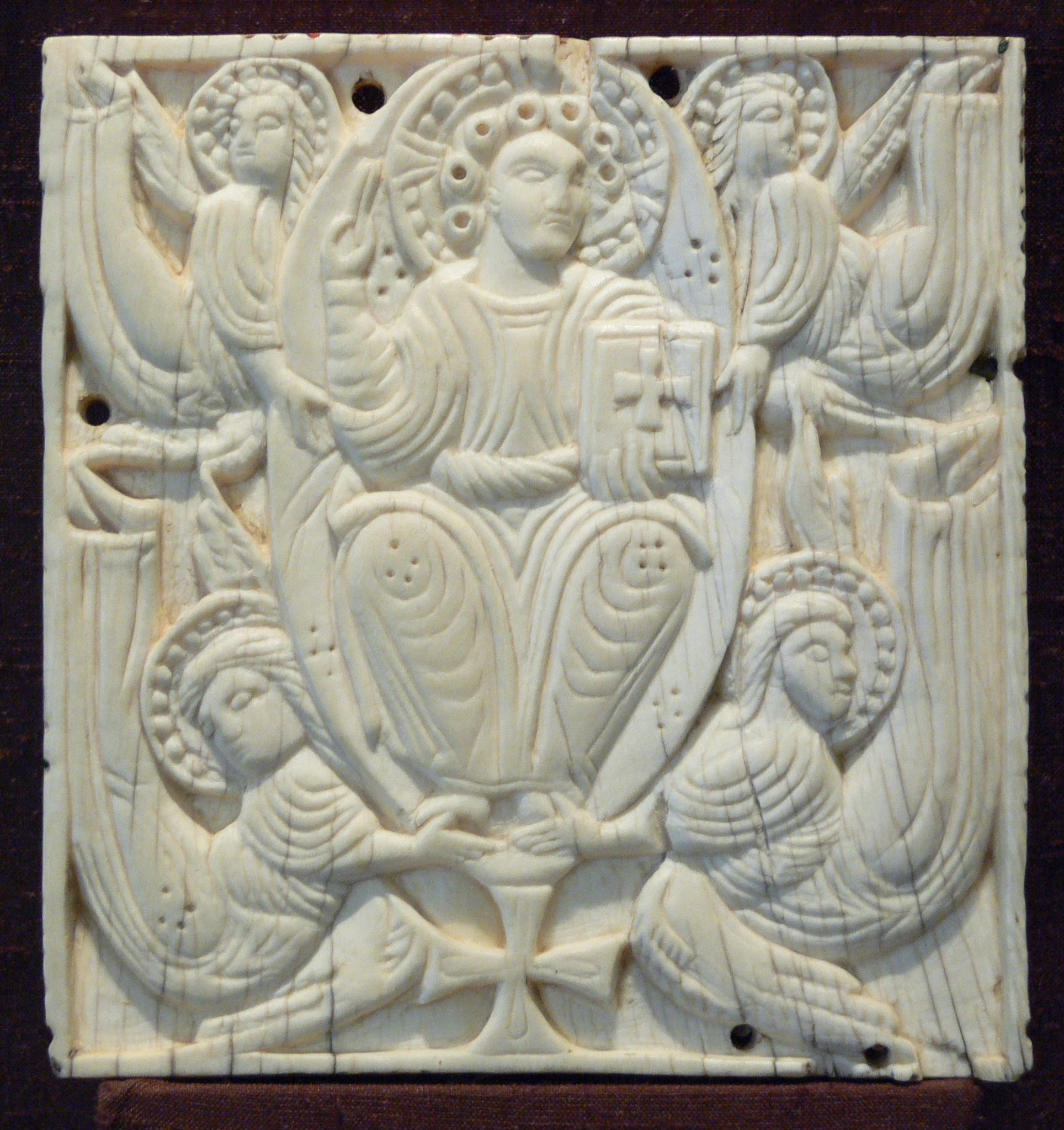
Relieve en marfil[5] de Arte hiberno-sajón(?), siglo VIII.
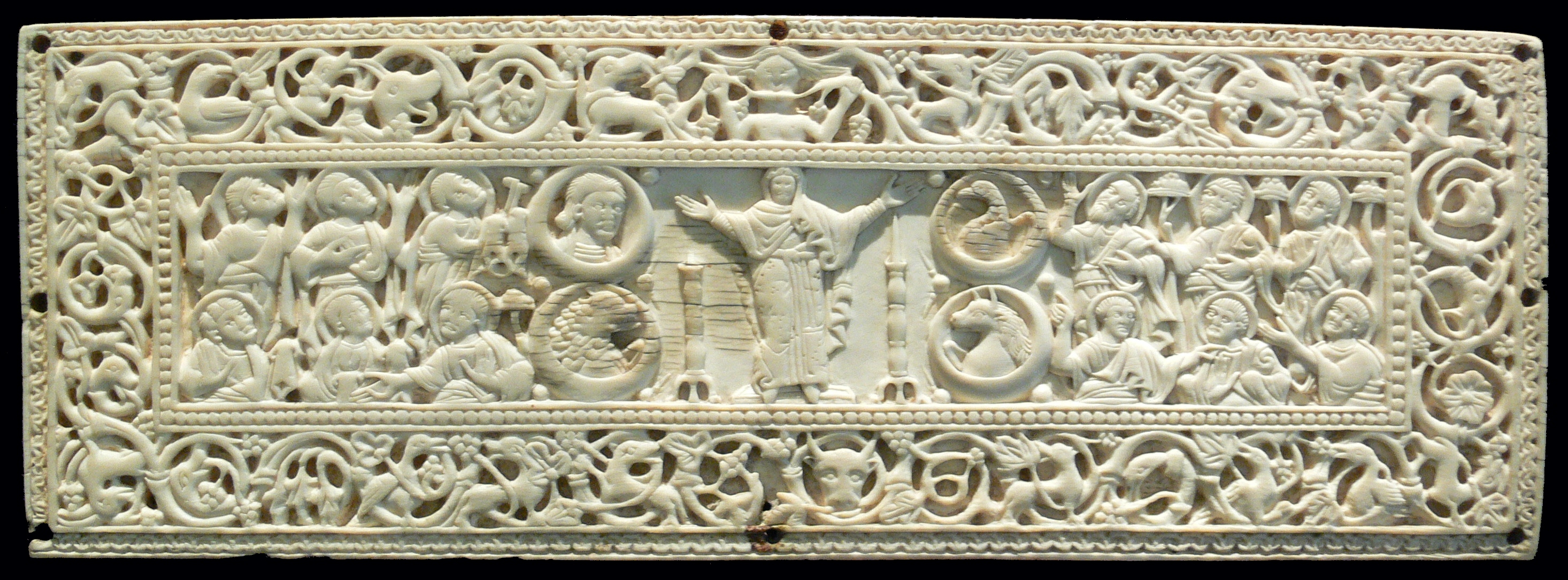
Caja de marfil anglosajona o alpina, con representaciones de María y los símbolos de los evangelistas, ca. 750-800.

Renacimiento y Barroco.

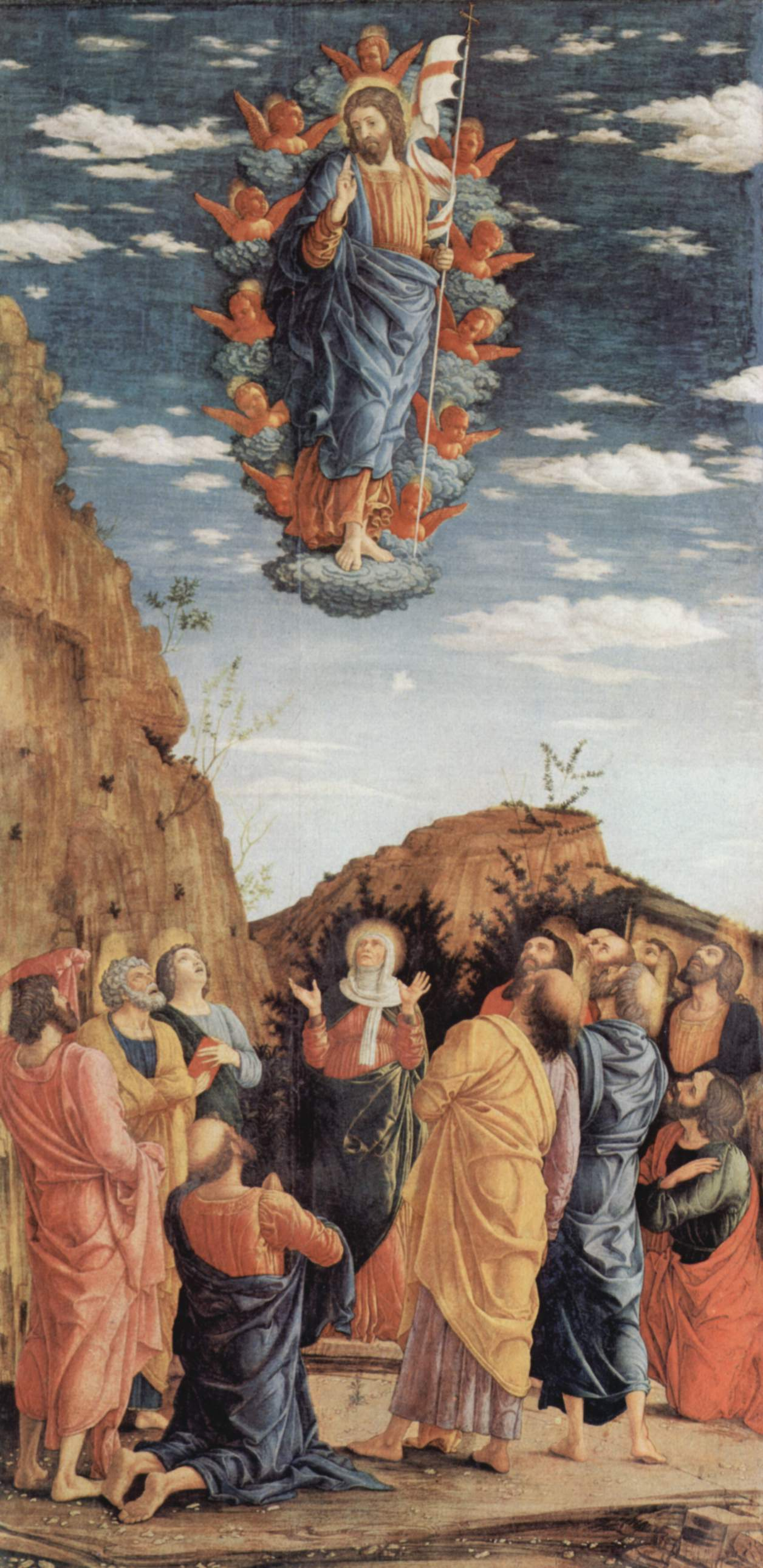
Andrea Mantegna, 1461.
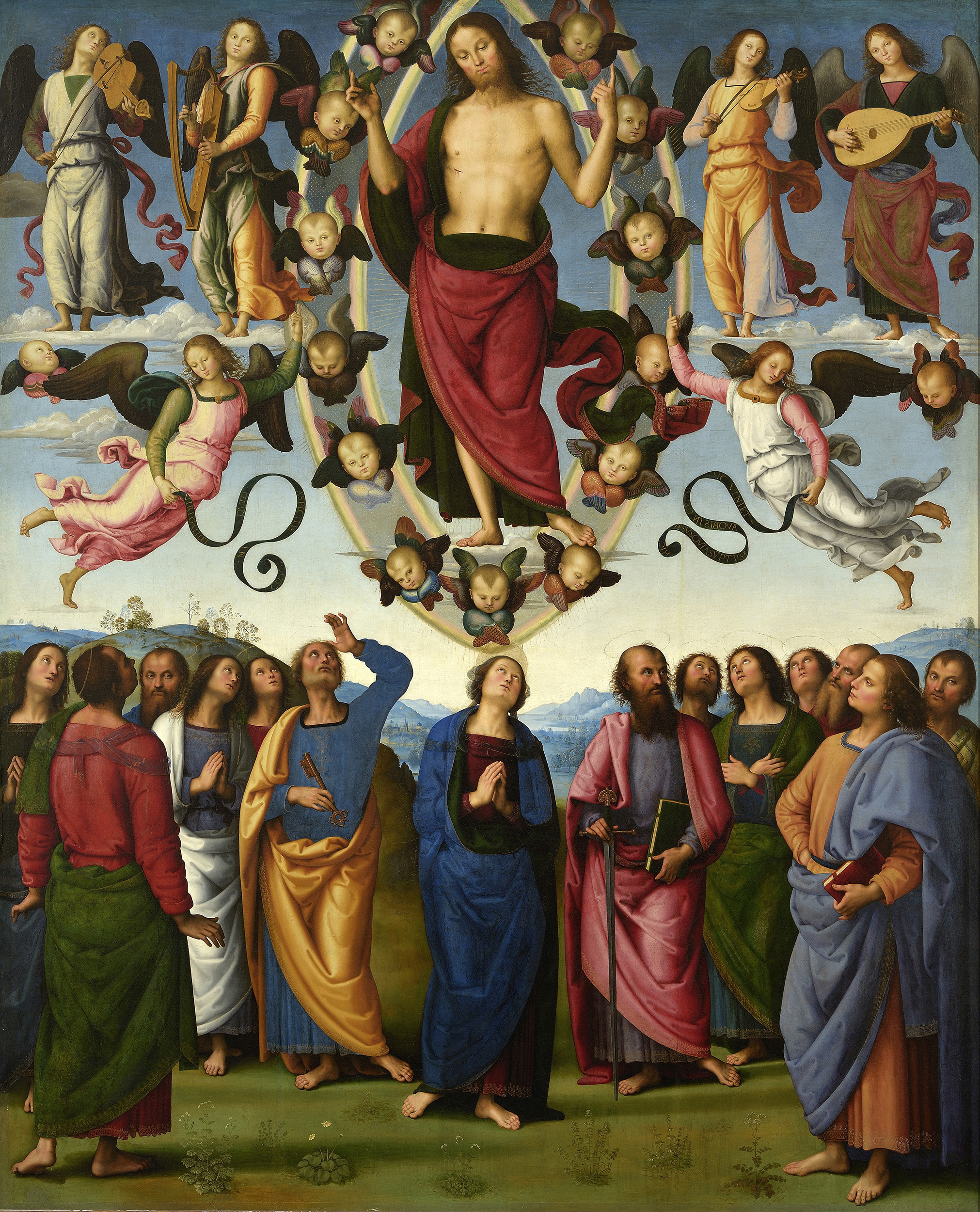
Pietro Perugino, 1496-1500.
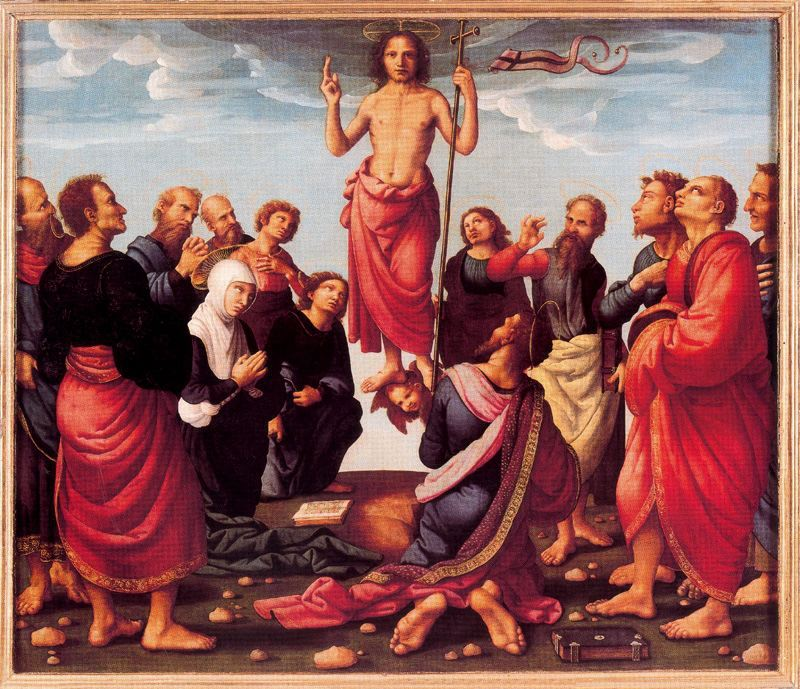
Fernando Llanos, 1507-1510.
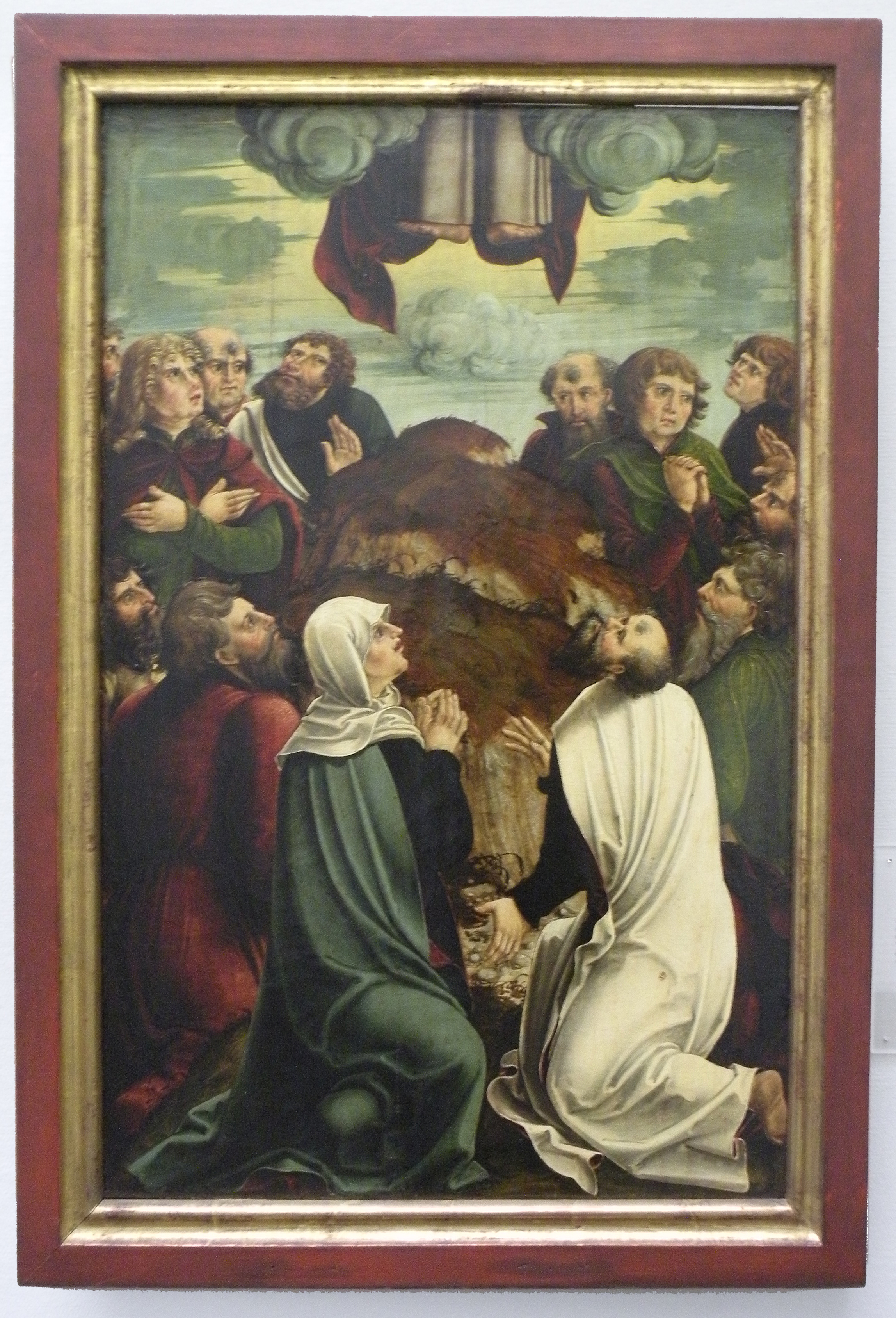
Mattheis Störbel, 1519-1515.
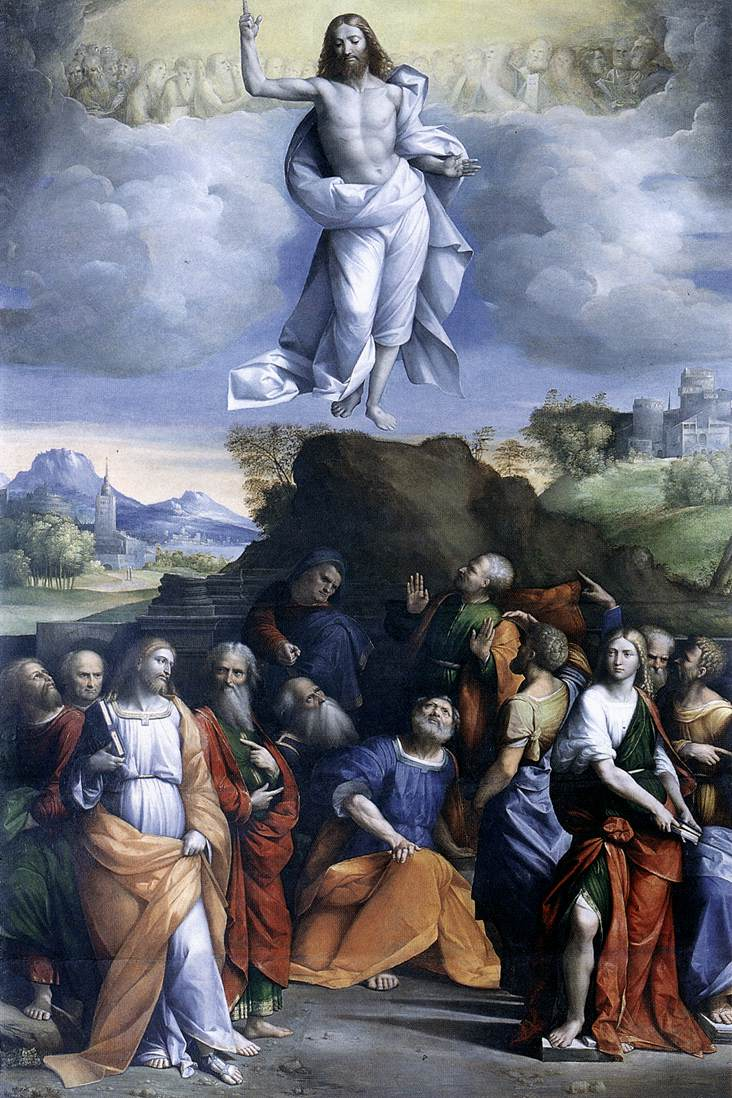
Il Garofalo, 1510-1520.
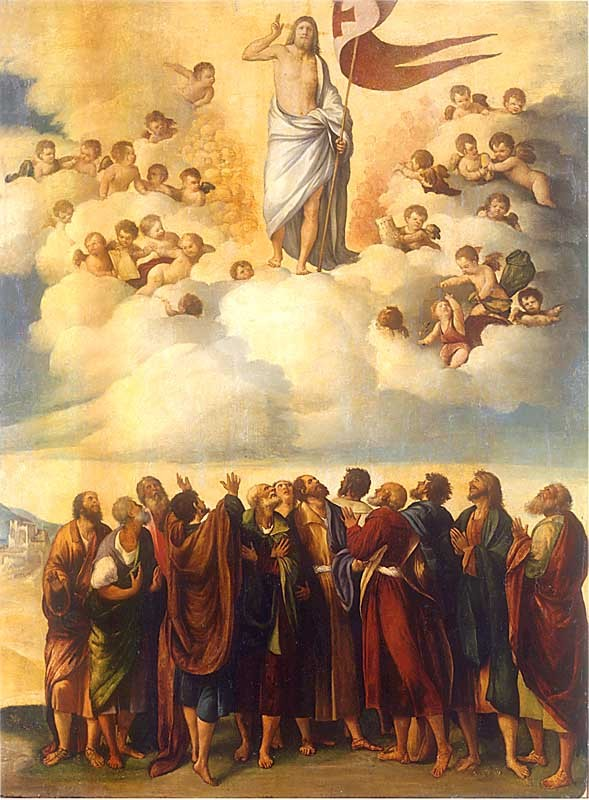
Dosso Dossi, siglo XVI.
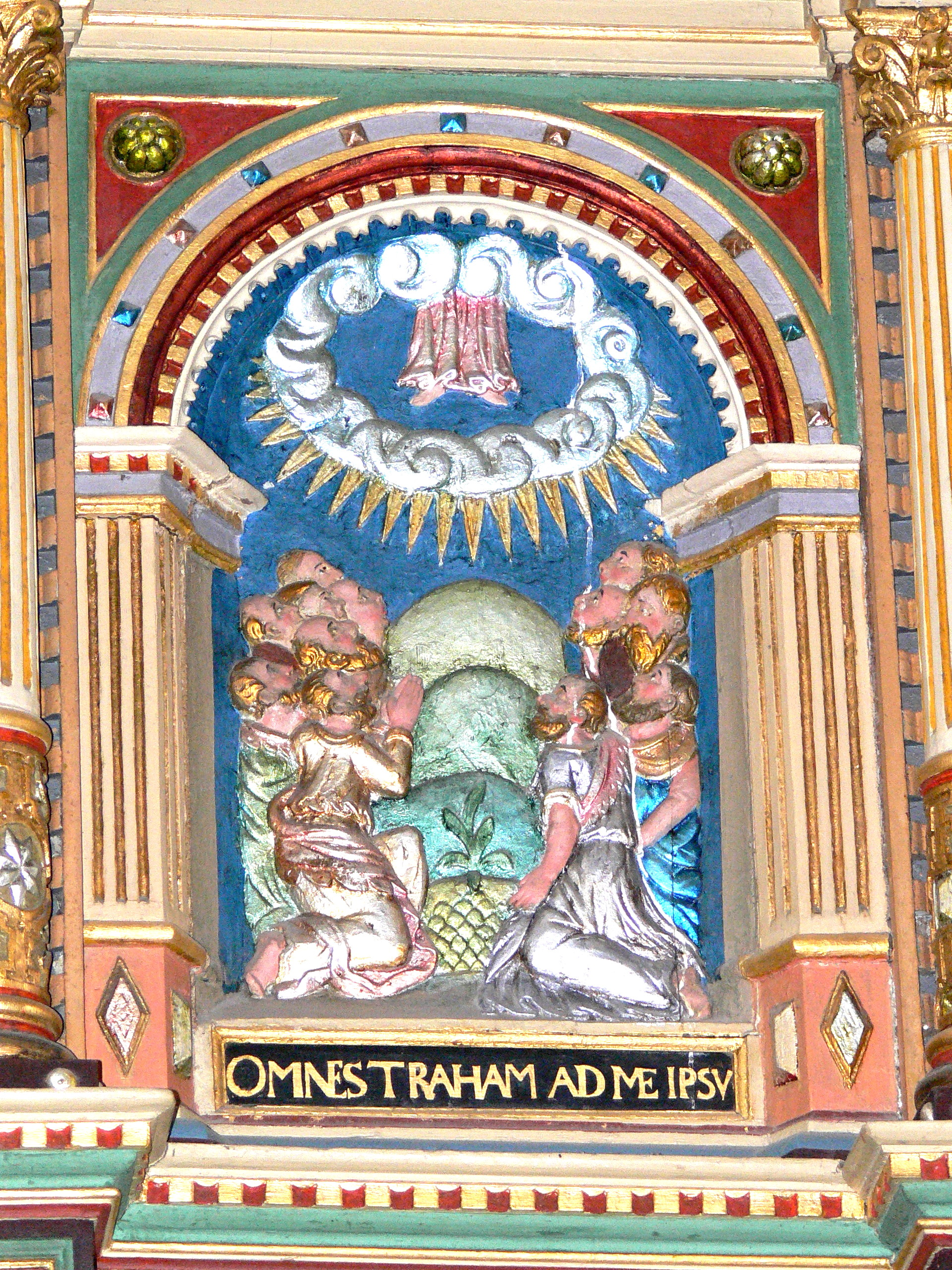
Retablo de la catedral de Ribe, 1597.
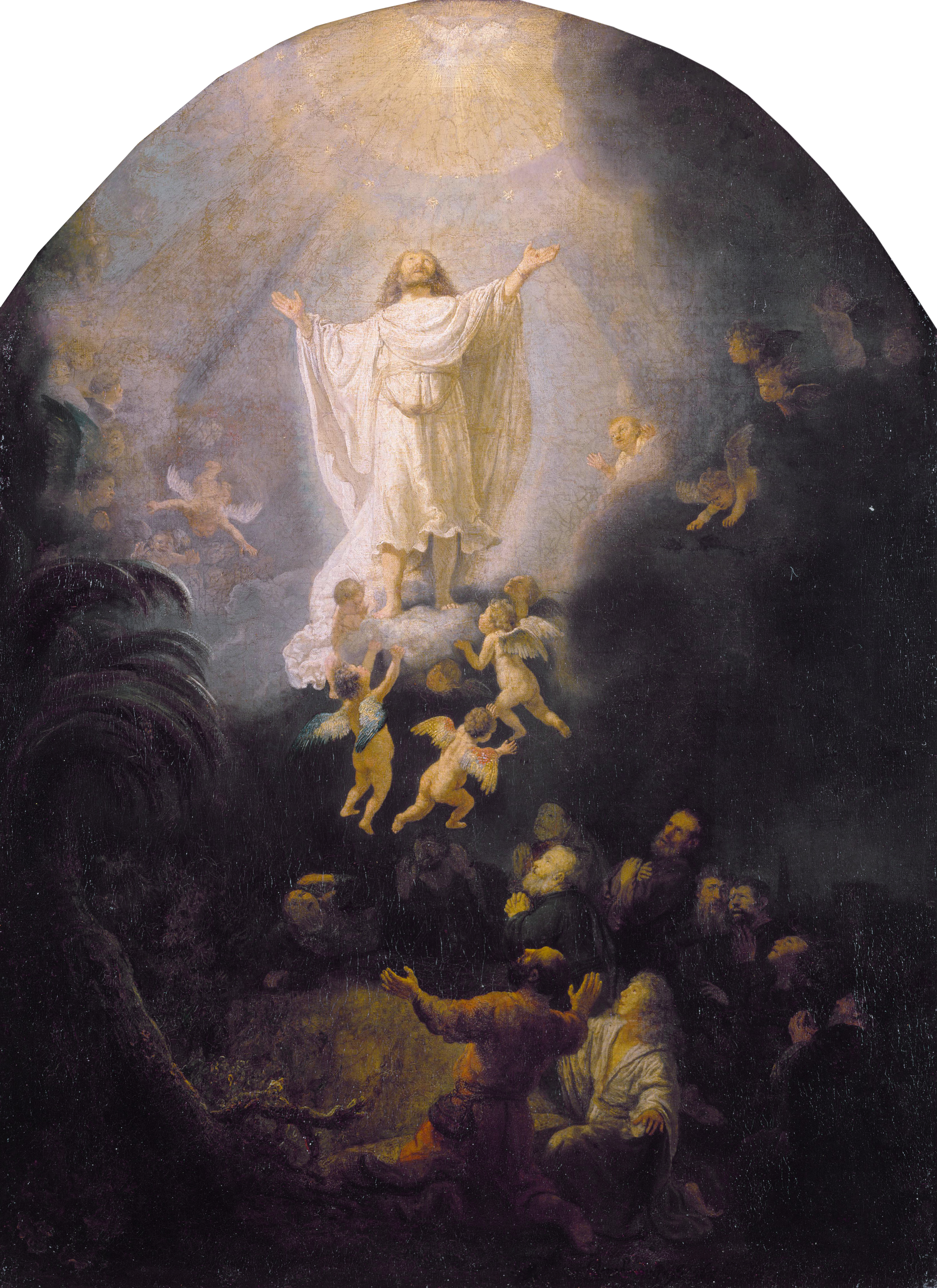
Rembrandt, 1636.
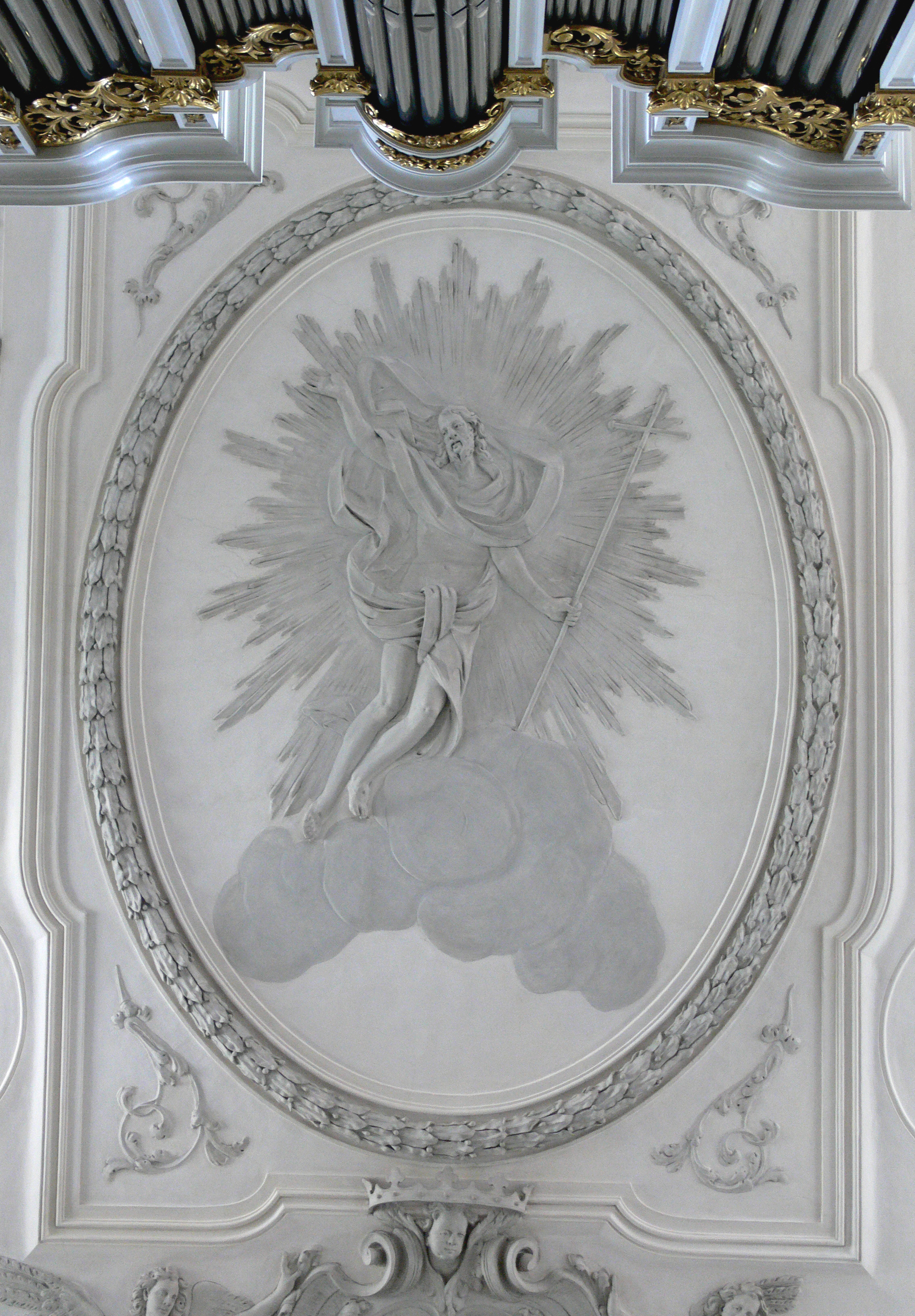
Estuco de la bóveda de la iglesia de Aulendorf, Johann Jakob Herkomer y Matthias Lotter, 1711.

Edad Contemporánea.

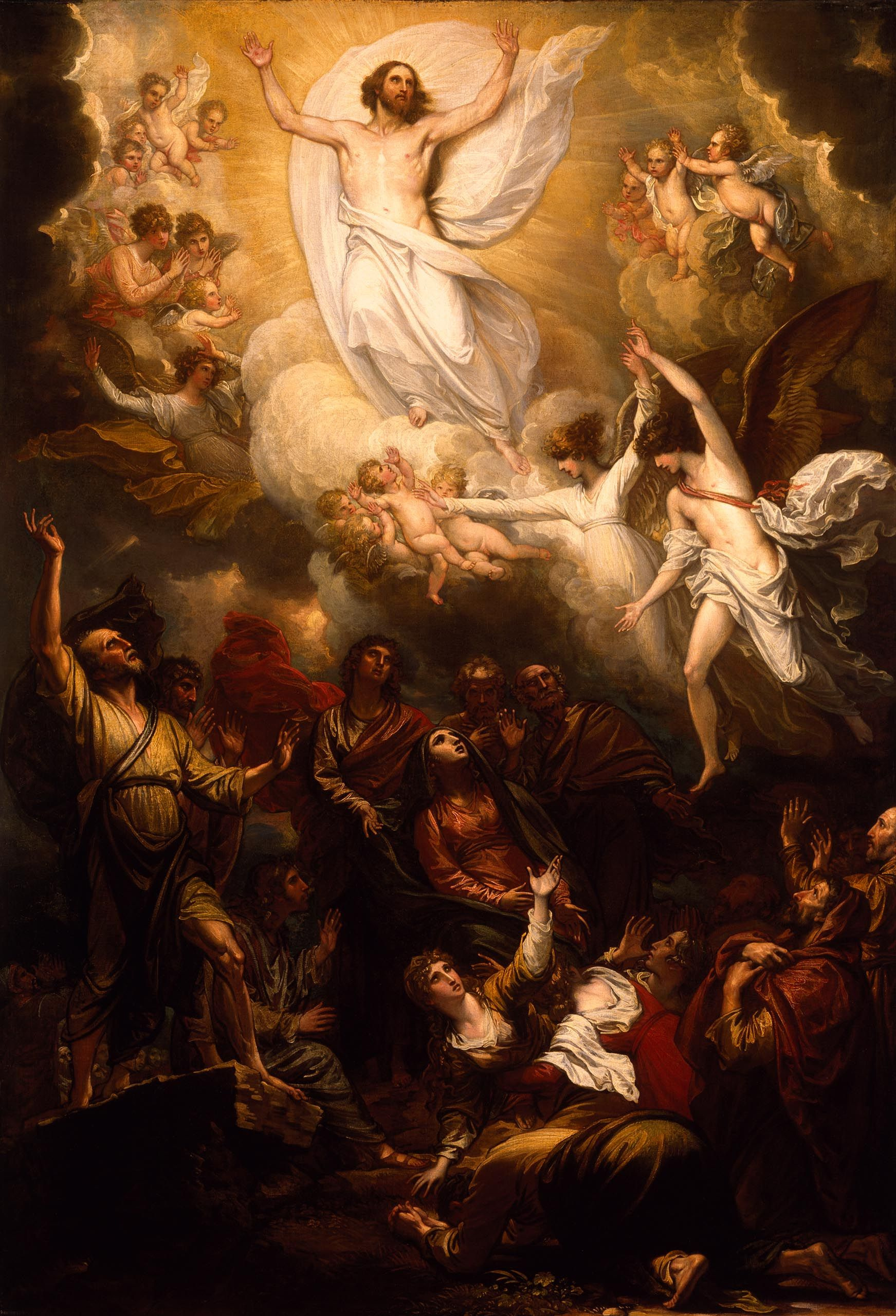
Benjamin West, 1801.
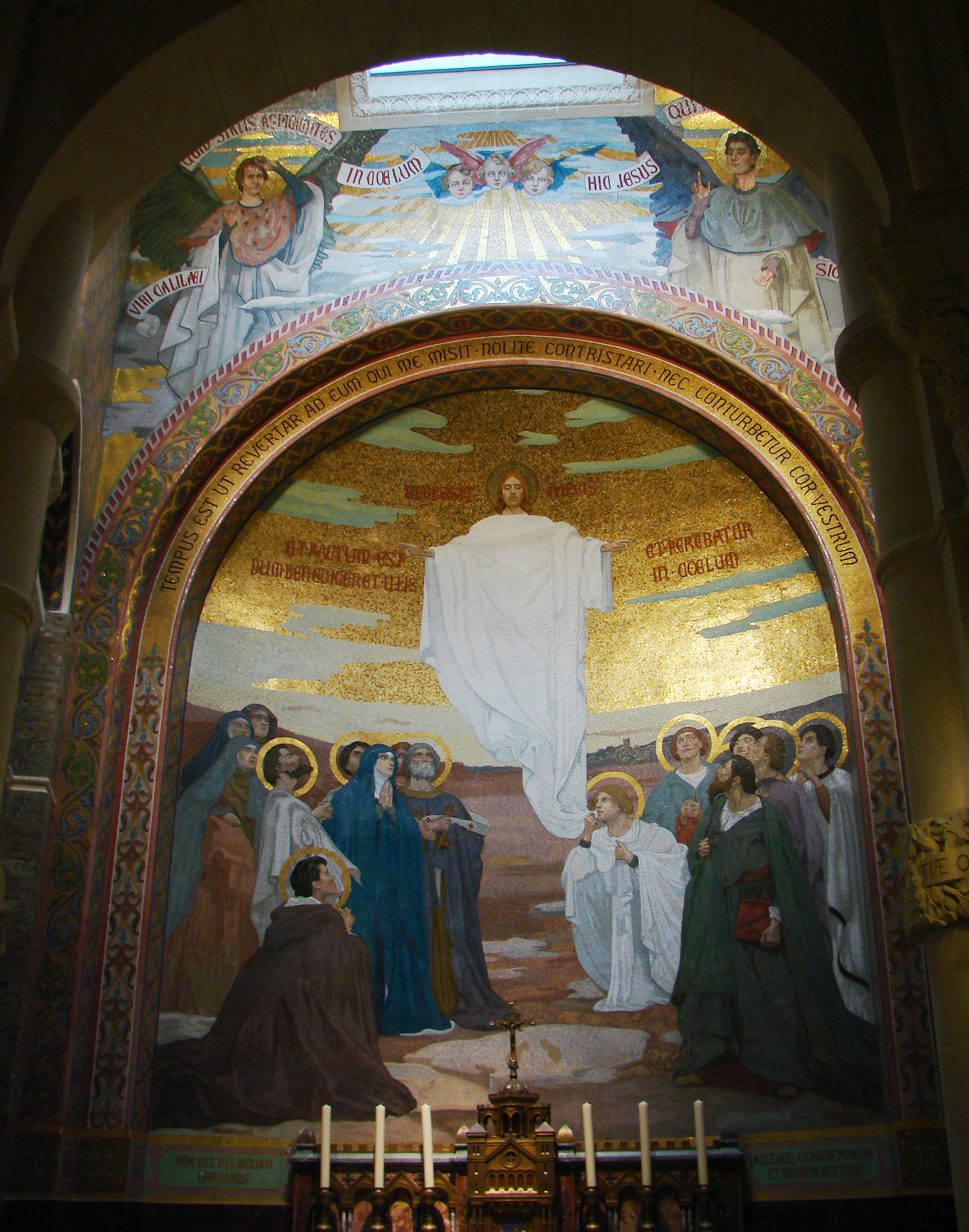
Basílica del Rosario (Lourdes), siglo XIX.